# Atletika na Letních olympijských hrách 1936 – 100 metrů muži
 Běh na 100 metrů mužů na Letních olympijských hrách 1936 se uskutečnil ve dnech 2. a 3. srpna v Berlíně. 

## Výsledky finálového běhu
| *                | jméno              | země                   | čas  |
| ---------------- | ------------------ | ---------------------- | ---- |
| Zlatá medaile    | Jesse Owens        | Spojené státy americké | 10,3 |
| Stříbrná medaile | Ralph Metcalfe     | Spojené státy americké | 10,4 |
| Bronzová medaile | Martinus Osendarp  | Nizozemsko             | 10,5 |
| 4                | Frank Wykoff       | Spojené státy americké | 10,6 |
| 5                | Erich Borchmeyer   | Německo                | 10,7 |
| 6                | Lennart Strandberg | Švédsko                | 10,9 |